# Nauzykaa
Nauzykaa (gr. Ναυσικάα Nausikáa) – w mitologii greckiej królewna Feaków. Jest bohaterką jednego z epizodów Odysei autorstwa Homera.
Była córką króla Alkinoosa i Arete. W Odysei Atena posłużyła się dziewczyną, aby pomóc Odyseuszowi w powrocie na Itakę, po tym gdy fale wyrzuciły rozbitka na nieznaną wyspę, którą Homer nazwał Scheria (prawdopodobnie jest to wyspa Kerkyra).
Zesłała sen Nauzykai, w którym koleżanka nakłaniała ją, by szła nad rzekę, aby wyprać bieliznę rodzinie. Na drugi dzień wraz ze służebnymi rzeczywiście pojechała nad rzekę i dziewczęta wyprały odzież, rozłożyły ją na trawie, żeby wyschła, a same zaczęły grać w piłkę. Piłka wpadła do wody. Krzyki dziewcząt obudziły śpiącego Odyseusza.
Nauzykaa po rozmowie z przybyszem pomogła mu. Nakarmiła go, użyczyła mu szat, zaprosiła go do pałacu, gdzie ojciec i matka wyprawili ucztę, aby ugościć Odyseusza. Wzruszona opowiadaniem o tułaczce i urzeczona jego urodą była gotowa go poślubić, ale Odyseusz miał już żonę i musiał odjechać. Alkinoos dał mu okręt, aby mógł powrócić do domu. 
Mit o Nauzykai wykorzystał Sofokles w niezachowanej do dziś tragedii Nausikaa. Temat ten podjęli inni twórcy (np. Johann Wolfgang von Goethe w literaturze, w malarstwie Peter Paul Rubens w, Jacek Kaczmarski w poezji, Hayao Miyazaki w filmie animowanym).